# Horus asper
Espèce
Horus asper est une espèce de pseudoscorpions de la famille des Olpiidae.

## Distribution
Cette espèce se rencontre en Afrique du Sud et en Namibie.

## Description
Les mâles mesurent de 2,3 à 2,5 mm et les femelles de 2,5 à 2,7 mm.

## Publication originale
- Beier, 1947 : Zur Kenntnis der Pseudoscorpionidenfauna des südlichen Afrika, insbesondere der südwest- und südafrikanischen Trockengebiete. Eos, Madrid, vol. 23, p. 285-339 (texte intégral).